# Arthur Sullivan
Sir Arthur Seymour Sullivan (1842-1900) là nhà soạn nhạc người Anh. Ông được biết đến chủ yếu là từ các vở comic opera. Ông đã phối hợp với William Schwenck Gilbert để sáng tác các tác phẩm thuộc thể loại này trong khoảng thời gian từ năm 1871 đến năm 1896 để làm mưa làm gió một thời trên nền âm nhạc Anh.. Tổng cộng, Sullivan đã sáng tác 23 vở opera. Ngoài ra, ông còn sáng tác 13 tác phẩm cho dàn nhạc giao hưởng, tám bản hợp xướng, 2 vở ba lê và một số lượng lớn các tiểu phẩm dành cho piano, bài hát và các tác phẩm nhạc thánh ca.